# Каменка (Нижнеудинский район)
Ка́менка — село в Нижнеудинском районе Иркутской области. Административный центр Каменского муниципального образования.

## География
Село находится на расстоянии 12 км к северо-западу от города Нижнеудинск, административного центра района.

## Население
| 2002 | 2010 | 2011 | 2012 |
| ---- | ---- | ---- | ---- |
| 252  | →252 | →252 | →252 |

## Улицы
В селе имеются две улицы: Зелёная и Садовая. 